# Trinitatis-Kirche (Saturzi)

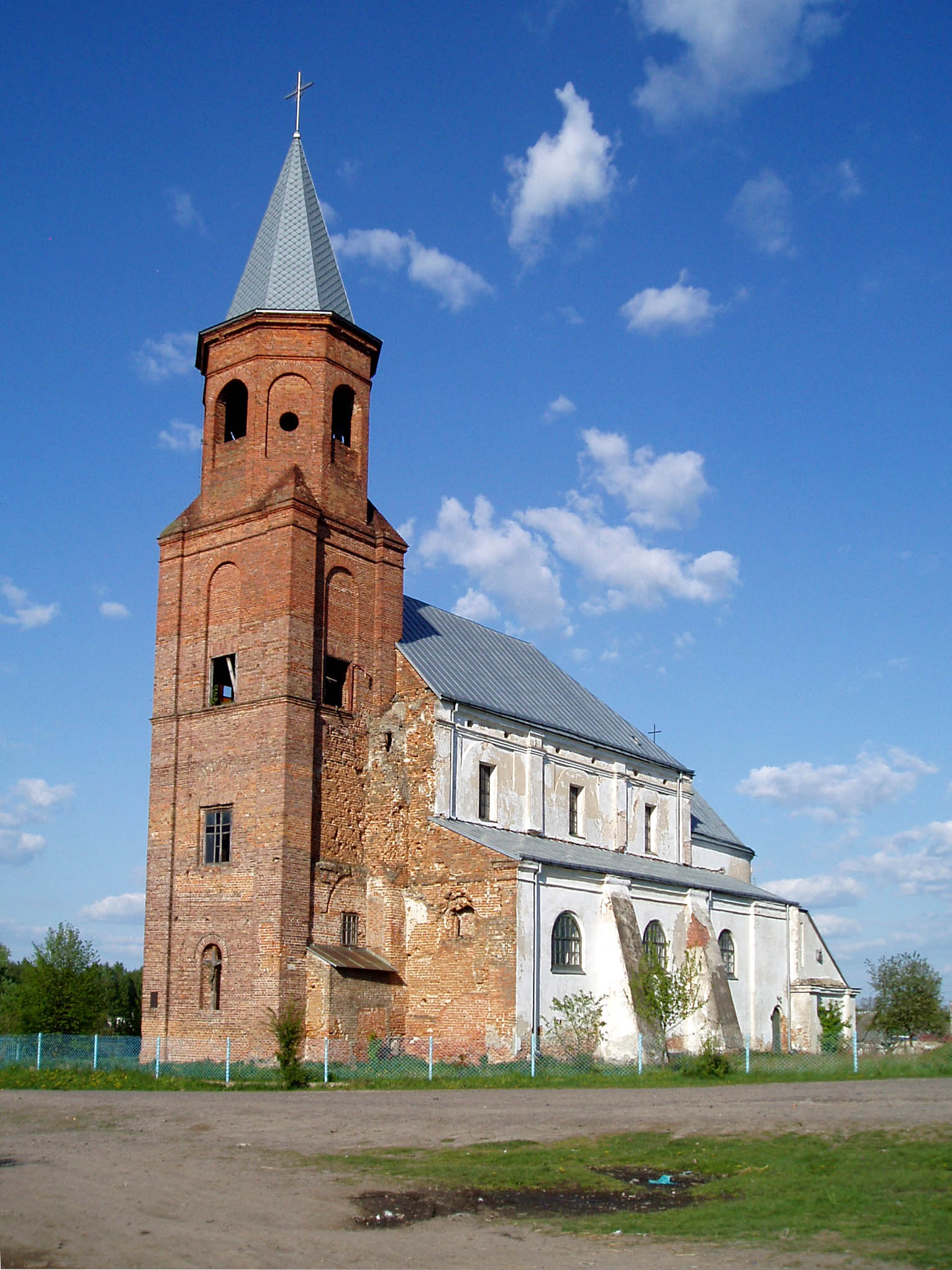
Trinitatis-Kirche von Saturzi

Die Trinitatis-Kirche (ukrainisch Костьол Св. Трійці 1642 р.) in Saturzi ist die Pfarrkirche des Ortes und gehört zur Römisch-katholischen Kirche in der Ukraine.

## Beschreibung
Die ursprüngliche Barockkirche verlor im Laufe der Zeit stilistische Merkmale. Es handelt sich aber immer noch um eine dreischiffige Vierpfeilerbasilika mit Rundbögen und einer halbrunden Apsis. 

## Geschichte
Nach der Kirchenunion von Brest wurde die Ansiedlung von katholischen Kirchen und Klöstern erleichtert. So wurde im Ort von 1642 bis 1646 die katholische Kirche der Heiligen Dreifaltigkeit und St. Maria Magdalena gebaut. Ende des 17. Jahrhunderts siedelte sich der Augustinerorden an, der dem Ort Wohlstand und Fürsorge brachte. 
In den 1830er Jahren schaffte die russische Regierung, als Reaktion auf den Novemberaufstand, die Autonomie ab und unterdrückte ab 1831 die katholische Kirche. Daraufhin wurden viele wolhynische Kirchen und Klöster geschlossen, wie das Augustinerkloster, und die Mönche wanderten ab. 1832 wurde die Kirche an die Erzeparchie Lemberg übertragen.
Im Ersten Weltkrieg lag der Ort unmittelbar an der Front und die Kirche wurde stark zerstört. Unter anderem wurde die Kirchturmhaube gesprengt, um der angreifenden Artillerie kein Ziel zu bieten. Von Juni 1916 bis zum Kriegsende lief die Front mitten durch den Ort. Die Kirche stand im umkämpften Niemandsland und wurde als Verteidigungsstellung missbraucht. Daher sind auch im Mauerwerk noch deutliche Kriegsspuren sichtbar. Ab 1917 wurde sie wiederholt geschlossen. 
Nach dem Ersten Weltkrieg wurde die Kirche ab 1933 von den Dorfbewohnern erneut notdürftig renoviert. In der Sowjetischen Herrschaft wurde die Kirche 1946 wieder geschlossen. Ab dieser Zeit verwahrloste die Kirche zusehends und wurde als Sozialhaus der Kolchose genutzt. Nach Erlangung der ukrainischen Unabhängigkeit 1991 wurde die Kirche Anfang der 1990er Jahre durch Spenden aus dem Ausland instand gesetzt und der katholischen Kirche übertragen, bzw. konsekriert. 1994 wurde der Glockenturm neu errichtet. 
Das unter Denkmalschutz stehende Gebäude (1031 Ukraine Denkmalschutzliste) ist eines der ältesten katholischen Kirchengebäude in der Ukraine. Sie ist dem Bistum Luzk zugeordnet.